# Tracy Melchior
Tracy Melchior (Hollywood (Florida), 2 juni 1973) is een Amerikaans actrice.
In 1997 speelde ze kort de rol van Veronica Landers in The Young and the Restless. Maar ze is het meest bekend door haar rol als Kristen Forrester Dominguez in The Bold and the Beautiful. Ze speelde op een contractbasis van juni 2001 tot januari 2003. Daarna was ze nog enkele keren te zien als een gastactrice op familiefeesten en huwelijken.